# Iodictyum willeyi
Iodictyum willeyi is een mosdiertjessoort uit de familie van de Phidoloporidae. De wetenschappelijke naam van de soort is voor het eerst geldig gepubliceerd in 1934 door Harmer.